# 阿热勒托海牧场
阿热勒托海牧场，是中华人民共和国新疆维吾尔自治区博尔塔拉蒙古自治州博乐市下辖的一个乡镇级行政单位。

## 行政区划
阿热勒托海牧场下辖以下地区：
阿都呼尔道格村、锡伯根布呼村、米孜赛村、香班哈日根村、苏门迭布斯格村、苏门托哈村、乃门苏布如格村、衙门托哈东村、衙门托哈西村、呼合托里尕村、依克苏木村、阿热勒托哈村、托依里村、呼合依热格村、依热格村、占贝勒哈特布呼村、阿都呼都格村、乌兰依热格村、呼鲁斯图布拉格村和库赛木其克村。